# Bahnhof Goßdorf-Kohlmühle
Der Bahnhof Goßdorf-Kohlmühle (bis 14. Mai 1936: Bahnhof Kohlmühle) ist ein ehemaliger Bahnhof von Goßdorf und Kohlmühle an der Strecke Bautzen–Bad Schandau. Von 1897 bis 1951 war der heute zum Haltepunkt zurückgestufte Bahnhof Ausgangspunkt der Schmalspurbahn Goßdorf-Kohlmühle–Hohnstein.

## Geschichte
Mit der Eröffnung des Abschnitts Neustadt–Bad Schandau der Strecke Bautzen–Bad Schandau am 1. August 1877 wurde erstmals ein Haltepunkt Kohlmühle, der zunächst nur dem Personenverkehr der direkt am Haltepunkt gelegenen Papierfabrik (heute: Linoleumwerk Kohlmühle) diente, eingerichtet. Erst mit der Eröffnung der Schmalspurbahn nach Hohnstein am 1. Mai 1897 wurde Kohlmühle, der nun in eine Haltestelle umgewandelt wurde, für den Güterverkehr geöffnet. Zuvor war Kohlmühle für die gestiegenen Verkehrsbedürfnisse stark erweitert worden, unter anderem wurden für die Schmalspurbahn eine hölzerne Umladehalle, ein Lok- und ein Kohleschuppen errichtet.
Am 1. Mai 1905 wurde die Haltestelle zum Bahnhof hochgestuft. Am 15. Mai 1936 wurde die Bahnhofsbezeichnung in Goßdorf-Kohlmühle geändert.
Mit der Stilllegung der Schmalspurbahn am 27. Mai 1951 verlor der Bahnhof stark an Bedeutung. Öffentlicher Güterverkehr wurde gar nicht mehr durchgeführt, lediglich noch die Anschlussbahn zum Linoleumwerk sowie zwei kleineren Anschließern bedient. Bedingt durch den Verkehrsrückgang wurde Goßdorf-Kohlmühle schließlich am 27. September 1965 zur Haltestelle, und am 12. März 1975 zum Haltepunkt zurückgestuft.
Im Jahr 1976 erfolgte der Abriss des Lokomotivschuppens, 1983 wurde dann noch der Kohleschuppen der Schmalspurbahn abgebrochen.
Das für den Bahnbetrieb nicht mehr genutzte Empfangsgebäude wurde im Februar 2009 an den Schwarzbachbahn e. V. veräußert, der es als Vereinssitz nutzt. Im Jahr 2016 wurde die museale Sanierung des Gebäudes innen und außen abgeschlossen. Der Verein baute auch ein Stück Gleis auf der Schmalspurseite wieder auf.
Der Bahnhof wird seit Juni 2014 von der Linie U28 (Rumburk – Sebnitz – Bad Schandau – Děčín hl. n.) bedient.